# Edward Richard Alston
Edward Richard Alston (ur. 1 grudnia 1845 w Stockbriggs, koło Lesmahagow, zm. 7 marca 1881) – szkocki przyrodnik i zoolog.
Alston w młodości często chorował, co przyczyniło się do częstego sięgania po szkockie czasopisma, w tym periodyk „Zoologist”. Z czasem zaczął coraz aktywniej szukać informacji na temat ssaków i ptaków. W latach 1974–80 publikował artykuły – między innymi na temat wiewiórkowatych – w „Proceedings of the Zoological Society”. Był współautorem tomu poświęconemu ssakom w publikacji „Biologia Centrali-Americana”. Tom ten został opublikowany rok po śmierci Alstona. W 1880 został wybrany na stanowisko sekretarza Towarzystwa Linneuszowskiego w Londynie. Obowiązki te pełnił do śmierci w 1881 roku. Zmarł na gruźlicę.